# 43.º Regimiento Aéreo
El 43.º Regimiento Aéreo (43. Flieger-Regiment) fue una unidad de la Luftwaffe de la Alemania nazi.

## Historia
Fue formado el 16 de agosto de 1942, a partir del 43º Regimiento de Instrucción Aérea. En octubre de 1942 es redesignado como 7.ª División de Campaña de la Luftwaffe.